# 추억이 있는곳에 김정아입니다
추억이 있는곳에 김정아입니다는 TBN 광주교통방송(광주, 목포, 해남, 진도 FM 97.3MHz, 여수, 순천, 광양 FM 103.5MHz)에서 주말 오후 4시부터 5시 55분까지 방송했던 광주, 전남지역의 라디오 7080음악, 올드 팝 음악 프로그램이다.

## 프로그램 소개
- 7080 대중가요부터 올드 팝까지 우리가 사랑했던 그 시절 명곡들을 통해 추억여행을 떠나본다.

## 코너 소개

### 매일 코너
- DJ 정아의 뮤직박스 - 오늘은 이 노래! DJ 정아가 선곡한 추억의 노래로 옛 감성을 되새기는 시간
- 추억열차 - 7080 노래를 듣고 퀴즈도 맞추며 함께 추억 이야기를 나눠보는 시간

### 요일 코너
- 토요일 - 소프라노 권효진의 감성라이브 : 권효진 성악가의 아름다운 노래가사 낭송과 함께 라이브 무대로 꾸미는 특별한 음악회
- 일요일 - 시에 노래를 담아 : 김귀숙 시낭송가의 목소리로 시를 듣고 노래를 들으며 감성을 채우는 시간